# 21625 Seira
21625 Seira è un asteroide della fascia principale. Scoperto nel 1999, presenta un'orbita caratterizzata da un semiasse maggiore pari a 3,1068075 UA e da un'eccentricità di 0,2308582, inclinata di 15,67821° rispetto all'eclittica.